# Tivoli (Latium)
Tivoli (antiker Name: Tibur) ist eine Stadt in der Metropolitanstadt Rom in der italienischen Region Latium mit 55.061 Einwohnern (Stand 31. Dezember 2023). Sie liegt 32 km östlich von Rom. Tivoli ist Sitz des römisch-katholischen Bistums Tivoli.
|  |

## Geographie

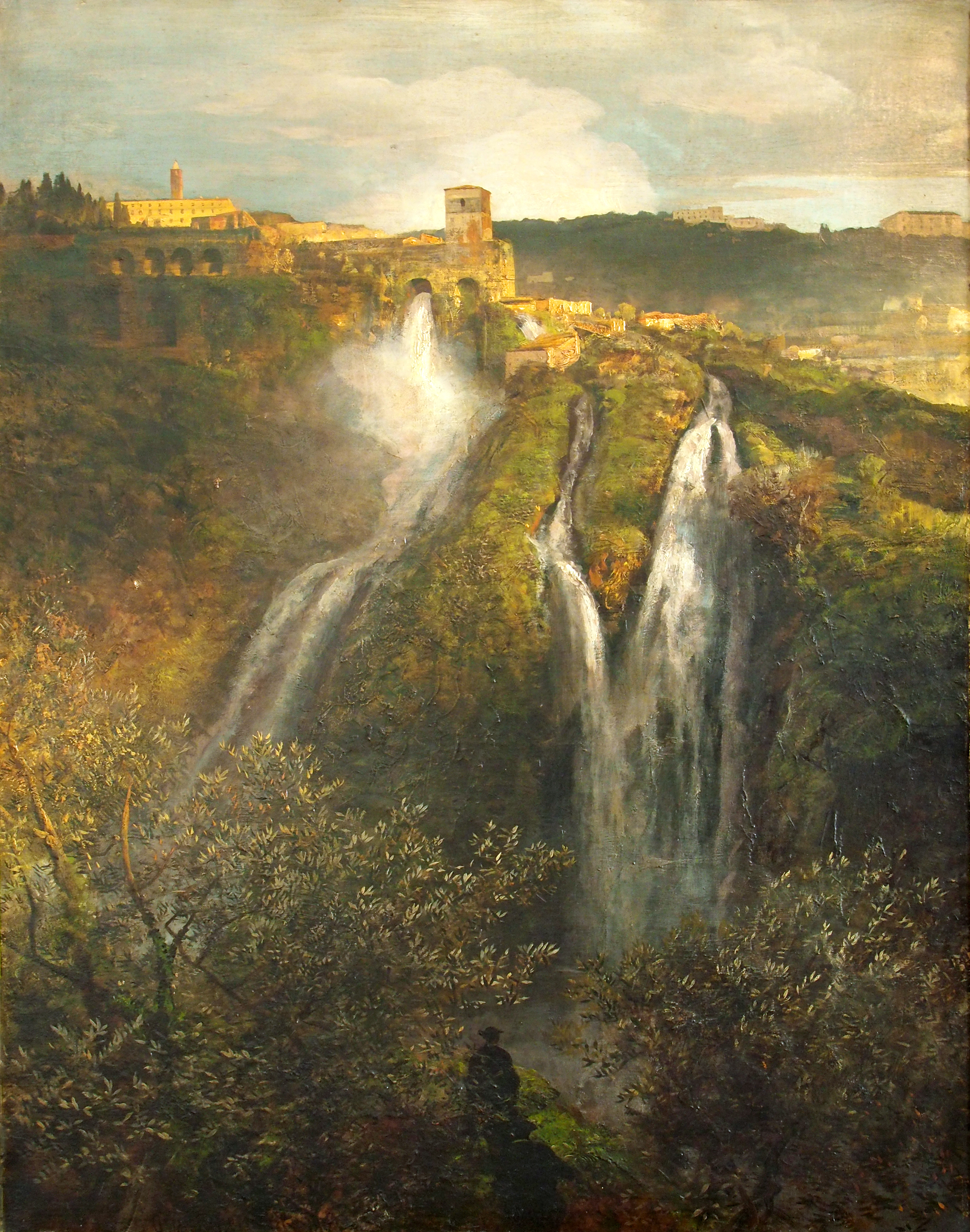
Wasserfälle bei Tivoli, Oswald Achenbach, 19. Jahrhundert. Öl auf Leinwand, Weimarer Stadtschloss

Die Stadt liegt am Fluss Aniene an den westlichen Abhängen der Monti Tiburtini.

## Geschichte
Tibur war eine Stadt der Latiner, die mit dem gesamten Latium im 4. Jahrhundert v. Chr. unter römische Kontrolle kam (Municipium 90 v. Chr.). Vor der Stadt errichtete Kaiser Hadrian eine ausgedehnte Villenanlage, die Villa Adriana, als Sommerresidenz. Die prachtvolle Palast- und Gartenanlage u. a. mit künstlichen Seen, Wasserspielen und Theatern haben Tivoli zum Synonym für Vergnügungsparks werden lassen.
Auch im Mittelalter war Tivoli einer der wichtigsten Orte in der Umgebung von Rom. Mitte des 16. Jahrhunderts erbaute Pirro Ligorio für Kardinal Ippolito d’Este die wegen der Wasserspiele in ihrem Renaissance-Garten berühmte Villa d’Este.
Die romantische Lage der Stadt mit den Wasserfällen des Aniene und den antiken Ruinen hat immer wieder Künstler angezogen.

## Bevölkerungsentwicklung
| Jahr      | 1881  | 1901   | 1921   | 1936   | 1951   | 1971   | 1991   | 2001   | 2003   | 2004   | 2005   | 2006   | 2007   | 2008   | 2009   | 2010   | 2011   | 2012   | 2013   | 2014   | 2015   | 2016   | 2017   | 2018   | 2019   | 2020   | 2021   | 2022   | 2023   |
| Einwohner | 9.610 | 12.230 | 15.212 | 19.820 | 24.932 | 41.740 | 52.372 | 49.342 | 49.768 | 50.854 | 51.309 | 51.847 | 52.853 | 55.629 | 56.275 | 56.531 | 52.922 | 52.983 | 56.461 | 56.759 | 56.533 | 56.603 | 56.542 | 56.472 | 54.326 | 54.366 | 55.150 | 55.176 | 55.020 |

Quelle: ISTAT

## Politik

### Bürgermeister und Gemeinderat
Sandro Gallotti (PdL) wurde im April 2010 zum Bürgermeister gewählt. Sein Mitte-Rechts-Bündnis stellte mit 18 von 30 Sitzen die Mehrheit im Gemeinderat. Sein Vorgänger Giuseppe Baisi (PD) wurde im April 2008 gewählt, trat jedoch am 20. Januar 2010 zurück, da seine Mitte-Links-Koalition auseinanderbrach. Seit dem 11. Juni 2014 amtiert Giuseppe Proietti als Bürgermeister.

### Wappen
Blasonierung: „Geteilt von Rot und Blau, oben ein Adler in natürlichen Farben mit einer goldenen Krone über dem Haupte schwebend, beseitet von zwei fünffach gezinnten silbernen Rundtürme auf der Teilungslinie, der rechte in schwarzen römischen Majuskeln das Wort LIBERTAS (FREIHEIT), der linke das Wort NOBILITAS (ADEL, BERÜHMTHEIT) unter dem Zinnenkranz tragend, unten aus einem Wellenschildfuß in natürlichen Gewässerfarben wachsend eine fünfzinnige, dreibogige Brücke aus silbernen, schwarzgefugten Quadern mit erhöhtem Mittelbogen, darüber der Schriftzug TIBVR SVPERBVM (STOLZES TIBUR) in schwarzen römischen Majuskeln.“ Über dem Wappen eine goldene, mit roten und grünen Steinen sowie silbernen Perlen besetzte fünfblättrige Krone (Herzogenkrone).
Eine Variation des Wappens zeigt oben einen schwarzen Adler ohne Krone, unten einen blauen Wellenschildfuß mit drei schwarzen Wellenfäden für den Fluss anstelle des in natürlichen Farben; der Schriftzug TIBUR SUPERBUM in schwarzen Majuskeln.

## Sehenswürdigkeiten
- Villa Adriana, UNESCO-Welterbe
- Villa d’Este, UNESCO-Welterbe
- Villa Gregoriana am Wasserfall des Aniene
- Altstadt mit mehreren mittelalterlichen Kirchen
- Tempelbezirk mit einem römischen Rundtempel (Tempio di Vesta) und einem rechteckigen Tempel (Tempio della Sibilla)
- Reste des römischen Amphitheaters neben der Rocca Pia
- Ruine des Tempelkomplexes des Hercules Victor. Der Tempel ist nach jahrelanger Restaurierung bei bestimmten Anlässen (z. B. Ausstellungen oder Führungen) wieder zugänglich.[4]

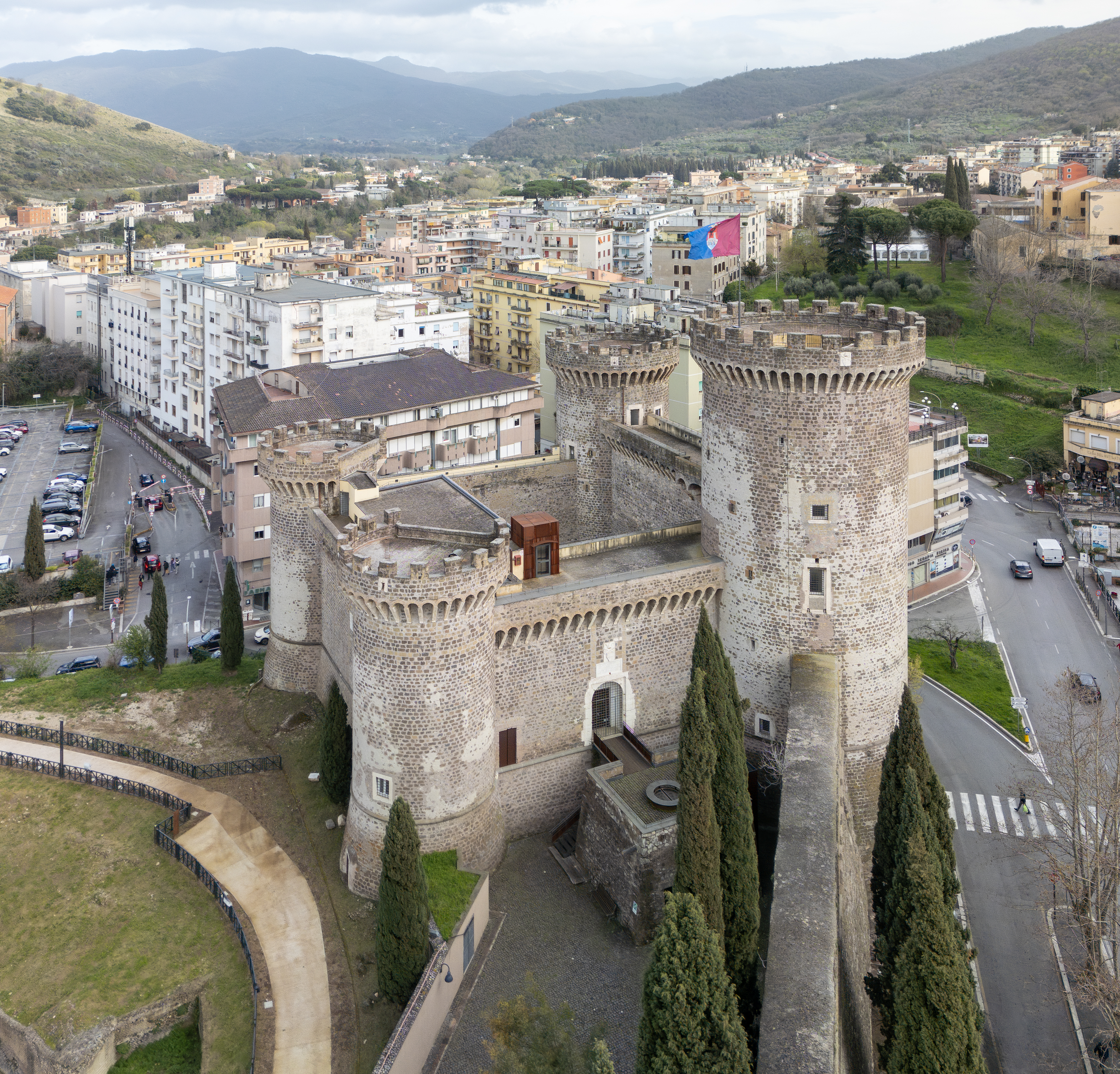
Rocca Pia
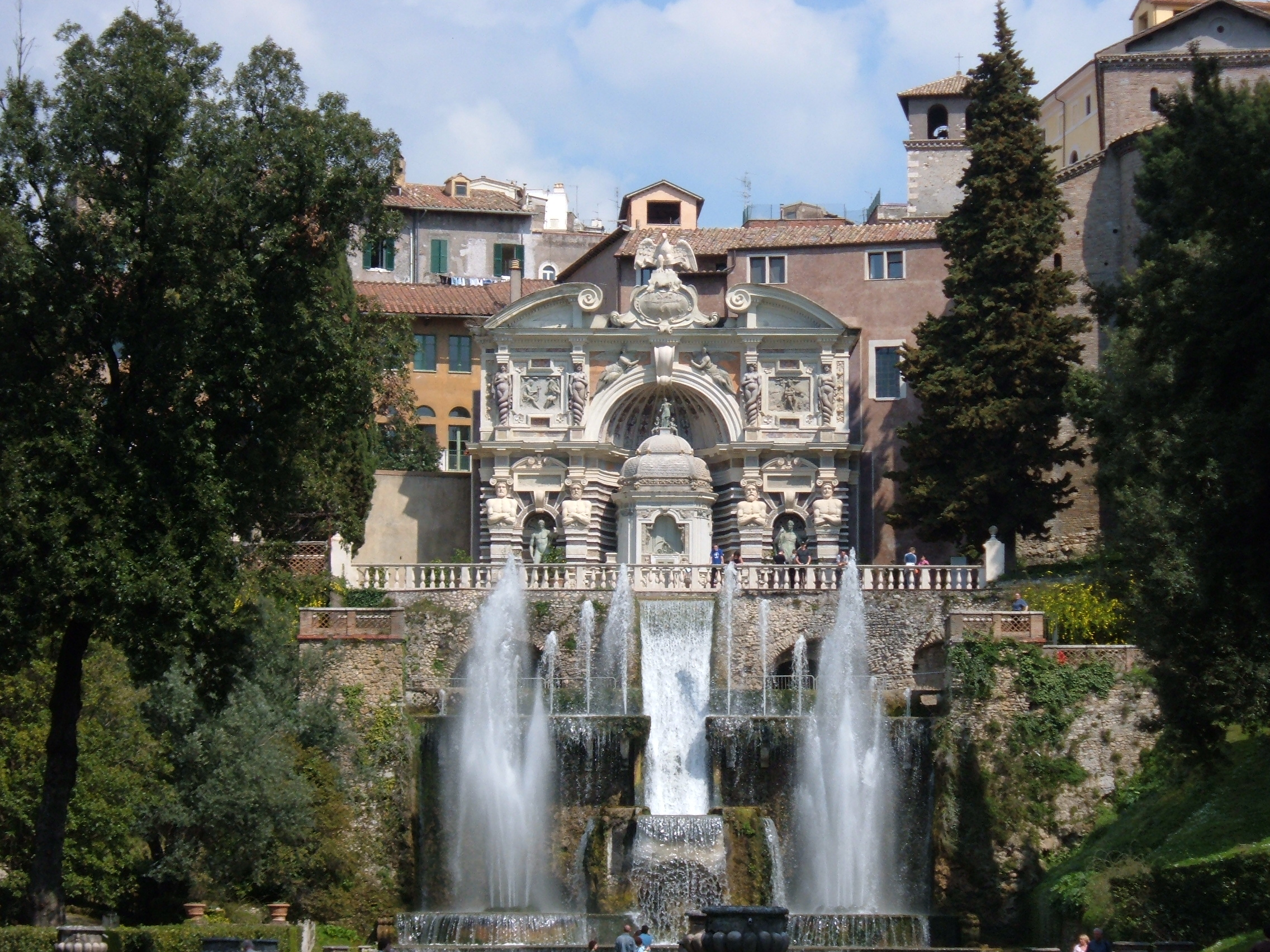
Villa d’Este
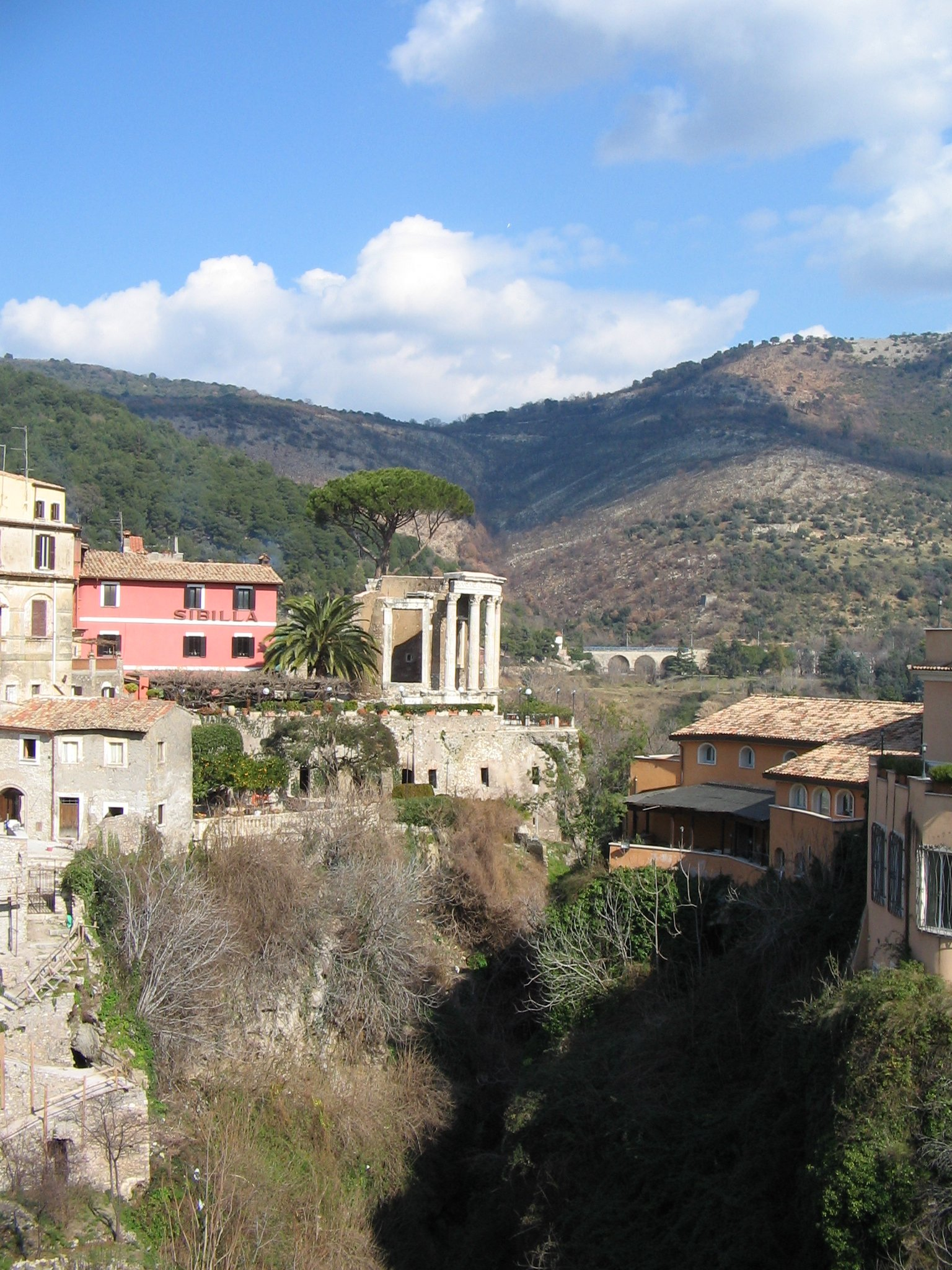
Tempio di Vesta
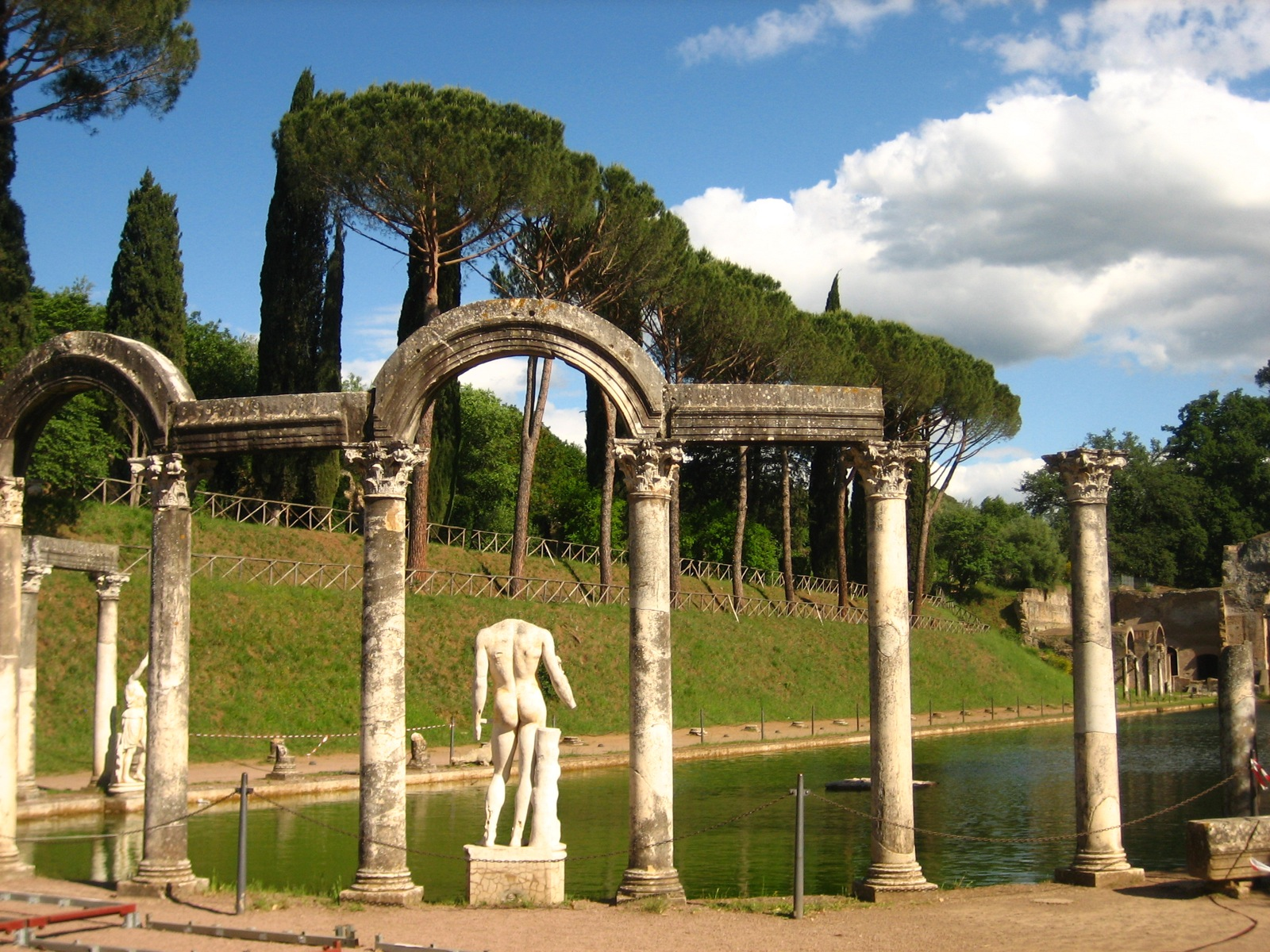
Villa Adriana (Hadriansvilla)

## Töchter und Söhne der Stadt
- Simplicius († 483), Papst von 468 bis 483
- Johannes IX. († 900), Papst von 898 bis 900
- Viktor IV. (1095–1164), Gegenpapst zu Papst Alexander III.
- Emilio Segrè (1905–1989), Physiker und Nobelpreisträger
- Paul Muller (1923–2016), Schweizer Schauspieler, starb dort.
- Massimo De Santis (* 1962), Fußballschiedsrichter
- Andrea Barberi (1979–2023), Sprinter
- Antonio Rosati (* 1983), Fußballspieler
- Nicola Zalewski (* 2002), Fußballspieler